# Detarium
Detarium ist eine Pflanzengattung in der Unterfamilie der Johannisbrotgewächse (Caesalpinioideae) innerhalb der Familie der Hülsenfrüchtler (Fabaceae). Die etwa drei Arten sind im tropischen Afrika heimisch und werden vielseitig genutzt.

## Beschreibung und Ökologie

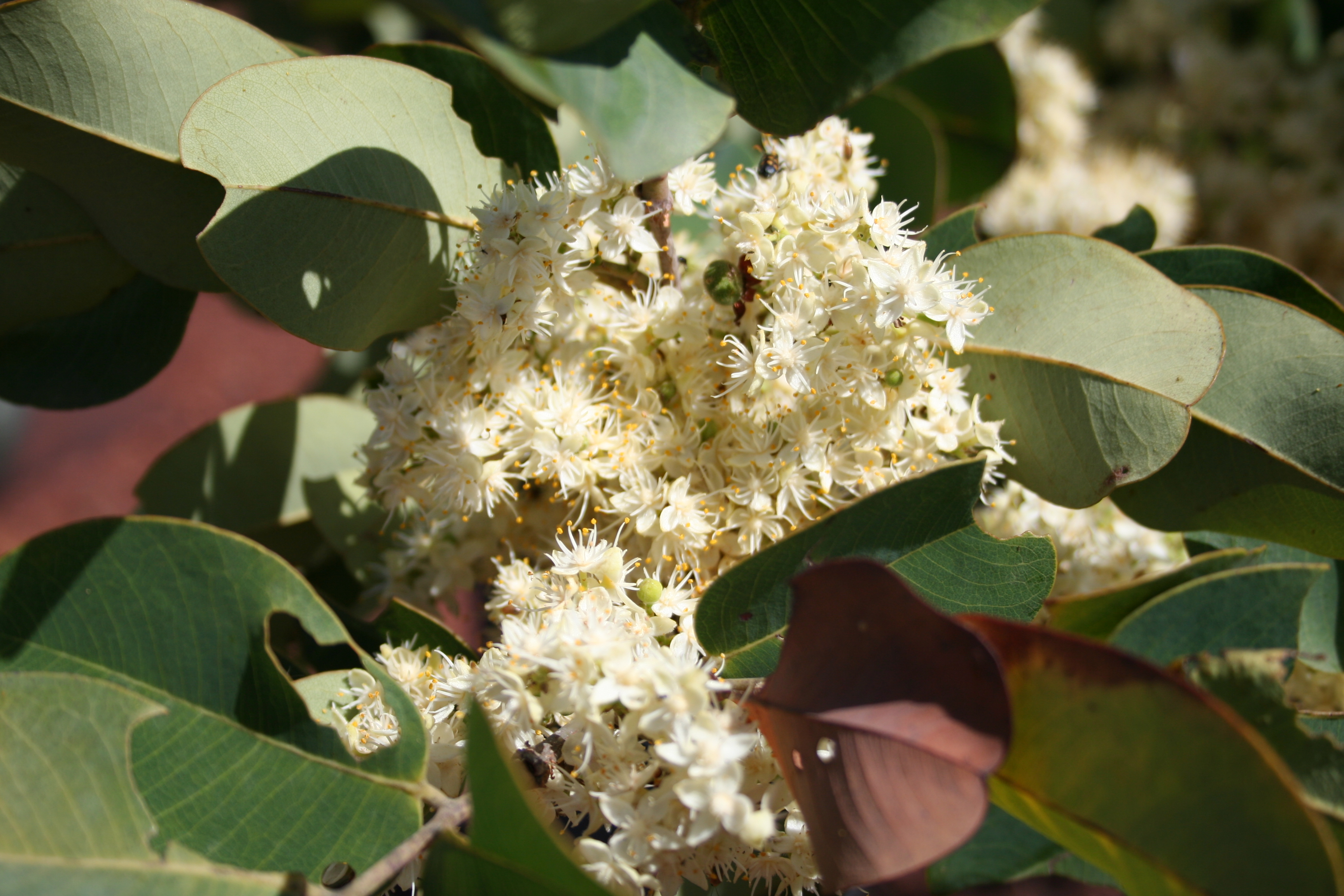
Blütenstand und Laubblätter von Detarium microcarpum

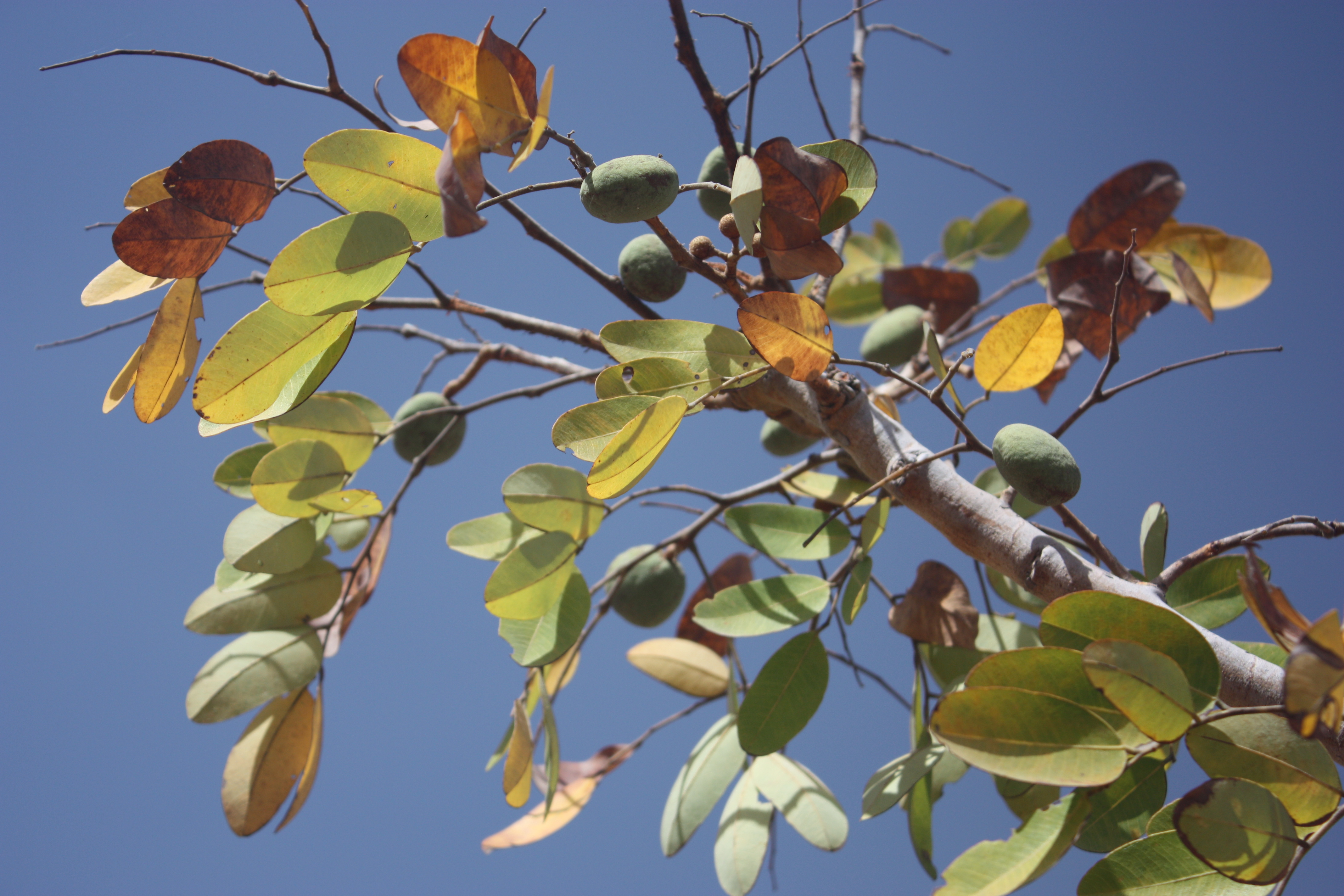
Zweig mit Laubblättern und Früchten von Detarium microcarpum

Die Detarium-Arten wachsen als Bäume oder Sträucher. Sie enthalten Harz. Die wechselständig an den Zweigen angeordneten Laubblätter sind in Blattstiel und Blattspreite gegliedert. Die Blattspreite ist unpaarig bis paarig wechselnd gefiedert. Die kurz gestielten Fiederblättchen mit einer gefiederten Nervatur, besitzen viele Drüsen auf der Lamina. Der Blattrand ist ganz.
Die Blüten stehen in den Blattachseln in rispig bis traubigen Blütenständen zusammen. Die Deckblätter fallen ab. Die zwittrigen Blüten sind meist vierzählig mit doppelter Blütenhülle. Es sind keine Kronblätter vorhanden. Es ist kein Diskus vorhanden. Es ist nur ein Fruchtblatt vorhanden, der Fruchtknoten ist mehr oder weniger behaart und kurz gestielt und oberständig. Die bei Reife bräunlichen bis schwärzlichen Steinfrüchte (oder steinfruchtartige Hülsenfrüchte) besitzen einen Durchmesser von etwa 5–8 Zentimetern und ein zweiteiliges, grünes faseriges bis fibrös-holziges Fruchtfleisch. Die Ausbreitung der Diasporen erfolgt durch Tiere, welche die Früchte fressen.

## Systematik und Verbreitung
Die Gattung Detarium wurde durch den französischen Botaniker Antoine Laurent de Jussieu 1789 in Genera plantarum S. 365 aufgestellt. Der Gattungsname Detarium ist von „detar“, dem Namen, den die Wolof für diese Pflanzen verwenden, abgeleitet.
Die Gattung Detarium gehört zur Tribus Detarieae in der Unterfamilie der Caesalpinioideae innerhalb der Familie Fabaceae.
Die drei Detarium-Arten sind im tropischen westlichen sowie westlichen-zentralen Afrika verbreitet. Das südlichste natürliche Vorkommen liegt im Kongo bei Kinshasa.
Es gibt etwa drei Detarium-Arten:
- Detarium macrocarpum Harms: Sie kommt in Kamerun, Gabun und Nigeria vor.[5]
- Detarium microcarpum Guill. & Perr.: Sie ist in Kamerun, in der Zentralafrikanischen Republik, im Tschad, in Ghana, Guinea, Guinea-Bissau, in der Elfenbeinküste, Mali, Niger, Nigeria, im Senegal, Sudan, in Gambia sowie Togo verbreitet.[5]
- Detarium senegalense J.F.Gmel. (Syn. Detarium heudelotianum Baill.): Sie ist in der Zentralafrikanischen Republik, in Ghana, Guinea, Guinea-Bissau, in der Elfenbeinküste, in Liberia, Nigeria, im Senegal, Sudan, in Sierra Leone und Gambia verbreitet.[5]

## Nutzung
Die sehr Vitamin-C-reiche Steinfrucht von Detarium senegalense wird gegessen oder zu einem grünen Saftgetränk verarbeitet.
Das Holz von Detarium senegalense wird vor allem für die Möbeltischlerei sowie für Furniere und Parkett verwendet.

## Weiterführende Literatur
- Peter Achunike Akah, Chukwuemeka Sylvester Nworu, Florence Nwakaego Mbaoji, Ifeoma Amarachukwu Nwabunike, Collins Azubuike Onyeto: Genus Detarium: Ethnomedicinal, phytochemical and pharmacological profile. In: Phytopharmacology, 2012, Volume 3, Issue 2, S. 367–375. Volltext. (PDF) inforesights.com